# Manoir de Guergrom
Le manoir de Guergrom est situé à Lignol en France.

## Localisation
Le manoir est situé sur le territoire de la commune de Lignol, au lieu-dit Guergrom, dans le département du Morbihan en région Bretagne.

## Description
Le logis du manoir occupe le côté nord d'une cour dont l'accès se fait à l'est, les pieds-droits du portail en étant les seules parties conservées. Le four à pain aujourd'hui inclus dans un petit bâtiment couvert en ardoise en appentis est inséré dans le mur d'enclos. Les communs qui ferment la cour à l'ouest, en pierre de taille de granite comme le logis sont couverts en ardoise vers le nord, en fibrociment côté sud. Le logis est édifié en moellon régulier de granite et aujourd'hui couvert en fibrociment. On remarquera le rampant du sud-ouest du logis, dont l'extrémité « casse » à la base en angle obtus. Peu éclairée, la façade principale n'est ouverte que de quatre grandes fenêtres moulurées en double accolade disposées presque en travées, celle de l'ouest au rez-de-chaussée étant devenue porte au XIXe siècle. Doté d'un étage carré, le logis comporte aujourd'hui deux pièces avec cheminées par niveau, l'escalier droit en granite étant logé dans l'appentis postérieur. Ce dernier ne recouvre pas l'extrémité ouest du logis et se termine par un pan oblique percé au rez-de-chaussée d'un oculus, à l'étage d'une fenêtre moulurée en remploi. l'appentis est lui-même éclairé de plusieurs fenêtres moulurées, une à l'étage, deux au rez-de-chaussée.

## Historique
Le manoir de Guergrom dépendait, d'après Louis Galles de la seigneurie de Locmaria-Longueville qui fut annexée par les seigneurs de Guémené à une date inconnue. Il vient ensuite aux mains de la famille Fraval : Morice Fraval, qui est dit de la maison du sire de Guémené, est cité à la montre de 1464, puis à la réformation de 1506 (plutôt son fils ?). Ce Morice Fraval pourrait être le constructeur du logis actuel à la fin du XVe siècle. Le manoir reste dans la famille Fraval jusqu'en 1559, époque à partir de laquelle la transmission se fait par les femmes (familles Duplessix, Moro au XVIIe siècle), puis aux Lantivy, alors seigneurs du château du Coscro : le manoir est mentionné lui appartenant à la réformation de 1666 avec deux moulins et deux métairies. Il est probable qu'il n'est plus alors habité par la famille propriétaire, ce qui explique le peu de modifications apportées au logis d'origine, à l'exception de la destruction de la partie est et de la disparition de l'escalier. Florimonde-Renée de Lantivy, marquise du Plessix-Bellière, vend le manoir en 1748 à René-François Berthou, seigneur de Tronscorff (en Langoëlan) ; la famille Berthou en est encore propriétaire à la fin du XVIIIe siècle. De la première campagne de construction ne subsiste que la moitié ouest du grand logis, et même partiellement puisque l'extrémité ouest de l'appentis au nord a été détruite. Sans doute tombé en ruines au cours du XVIIIe siècle (il est encore intact lors de la description de 1681), la partie orientale est entièrement reconstruite, y compris l'appentis postérieur au début du XIXe siècle, peut-être en 1838, date portée sur une poutre de la salle. Les dépendances en retour à l'ouest datent du XVIe siècle ou du début du XVIIe siècle. Le four à pain date peut-être du début du XIXe siècle (il figure sur le plan de 1842 intégré au mur de clôture), mais a été intégré dans un petit bâtiment à la fin du XIXe siècle.
Le manoir est inscrit à l'inventaire général du patrimoine culturel en 1967.